# Gens Urgulania
La gens Urgulania era una gentes romana di estrazione plebea. Sono considerati una gens minore, dal momento che non sono noti Urgulanii che presero parte alla vita politica di Roma e l'unico membro noto al di fuori delle epigrafi è Urgulania, un'influente matrona amica dell'imperatrice Livia Drusilla.  

## Origini
Si ritiene che il nomen Urgulanius sia di origini etrusche, il che farebbe di questa gens una delle più antiche di Roma, sebbene non compaiano in nessuna fonte anteriore alla metà del I secolo a.C.

## Praenomina
I praenomina utilizzati in modo regolare furono Publio e Sesto, con casi singoli di altri nomi. 

## Membri noti
I membri noti della gens Urgulania sono:
- Urgulania, amica di Livia Drusilla, madre del console Silvano e nonna di Marco Plauzio Silvano, che invitò al suicidio quando fu messo sotto processo per uxoricidio, e di Plauzia Urgulanilla, prima moglie di Claudio, nipote di Livia e futuro imperatore;
- Urgulania Psefi, sepolta a Roma a cavallo dell'anno 0;
- Aulo Avidio Urgulanio, accompagnò Augusto in missione diplomatica ad Alessandria;
- Marco Avidio Urgulanio minore;
- Sesto Urgulanio;
- Sesto Urgulanio Sesso, figlio del precedente;
- Lucio Magio Sesto Urgulaiano, fratello del precedente. Tribuno delle coorti urbane, era ritenuto un buon soldato e fu infine adottato dai Magii. Morì e fu sepolto a Sessa Aurunca, a metà del I secolo;
- Publio Urgulanio Pistone, vissuto a metà del I secolo;
- Publio Urgulanio Rufo; vissuto a metà del I secolo;
- Publio Urgulanio, liberto del precedente;
- Publio Urgulanio Sabino, morto nel I secolo e sepolto a Cemenelum con sua moglie, Giulia Terzia;
- Publio Urgulanio Democratico, vissuto nel II secolo;
- Publio Urgulanio Imeto, sepolto nel II secolo con sua figlia Urgulania Plauzia Prima;
- Publio Urgulanio Teofilo, sposato con Pomponia Quarta;
- Publio Urgulanio Urso, figlio del precedente;
- Urgulanio Secondo, duumviro nel 197 a Verulae, insieme a Lucio Alfio Valentino;
- Publio Urgulanio, vissuto fra il II e il III secolo;
- Publio Urgulanio Euvodio, morto a ventidue anni e sepolto a Salona;
- Urgulania Nice, sorella del precedente, si occupò della sua sepoltura;
- Urgulania Valentina, sepolta a Salona;
- Publio Urgulanio Primitivo, figlio della precedente, si occupò della sua sepoltura;
- Publio Urgulanio Elico e sua moglie Urgulania, coppia di liberti;
- Publio Urgulanio Giacinto,
- Publio Urgulanio Tanais;
- Urgulanio Rufo;
- Urgulania Tertia, liberta del precedente;
- Urgulania Tiche, morta a un anno e nove mesi;
- Urgulania Venustina; sepolta a Ostia.